# Malanea guaiquinimensis
Malanea guaiquinimensis är en måreväxtart som beskrevs av Julian Alfred Steyermark. Malanea guaiquinimensis ingår i släktet Malanea och familjen måreväxter. Inga underarter finns listade i Catalogue of Life.